# Peter Allen
Peter Allen (Tenterfield, New South Wales, 10 februari 1944 – San Diego, 18 juni 1992), geboren als Peter Richard Woolnough, was een Australisch zanger en songwriter. Zijn liedjes werden gezongen door onder anderen Olivia Newton-John, Melissa Manchester en Frank Sinatra.

## Leven
Allen trouwde met in 1967 Liza Minnelli, het huwelijk hield tot 1974 stand.
In de jaren 70 kwam Allen publiekelijk uit voor zijn homoseksualiteit. Hij kreeg in die periode een relatie met Gregory Connell. De relatie duurde tot 1984 toen Connell stierf aan een aids-gerelateerde ziekte.
In 1992 overleed Allen aan aids-gerelateerde kanker in zijn keel, hoofd en nek. Na zijn crematie werd zijn as op zee uitgestrooid.

## Gecoverde nummers
Onder degenen die zijn liedjes hebben gecoverd:
- Bobby Sherman ("Jennifer", "Just Ask Me I've Been There")
- Carole Bayer Sager ("I'd Rather Leave While I'm in Love", "Don't Cry Out Loud", "You're Interesting", "You and Me", etc.)
- Anne Murray ("Everything Old Is New Again")
- Peggy Lee ("I Go to Rio")
- Dusty Springfield ("Quiet Please, There's a Lady on Stage", "I'd Rather Leave While I'm in Love", "(But It's a) Nice Dream")
- Carly Simon ("Someone Waits for You")
- Pablo Cruise ("I Go to Rio")
- Frank Sinatra ("You and Me, We Wanted It All")
- Dionne Warwick en Sarah Dash ("Somebody's Angel")
- Patti LaBelle ("I Don't Go Shopping")
- Asha Puthli ("She Loves to Hear the Music")
- Maureen McGovern ("I Could Have Been a Sailor")
- Olivia Newton-John ("I Honestly Love You")
- Bernadette Peters ("Only Wounded", "I Never Thought I'd Break")
- Melissa Manchester ("Don't Cry Out Loud", "You and Me")
- Judy Collins ("I Could Really Show You Around")
- Glenn Yarbrough ("I Could Have Been a Sailor")
- Karen Akers ("Taught by Experts")
- Rita Coolidge ("I'd Rather Leave While I'm in Love")

Coldplays single "Every Teardrop Is a Waterfall" samplet ook elementen uit "I Go to Rio".

## Studioalbums
- Peter Allen (1971)
- Tenterfield Saddler (1972)
- Continental American (1974)
- Taught by Experts (1976)
- I Could Have Been a Sailor (1979)
- Bi-Coastal (1980)
- Not the Boy Next Door (1983)
- Making Every Moment Count (1990)

- Australian Dictionary of Biography: allen-peter-17370
- Bibsys: 58444
- Biblioteca Nacional de España: XX958392
- Bibliothèque nationale de France: cb14051979r (data)
- Gemeinsame Normdatei: 121427935
- International Standard Name Identifier: 0000 0000 6310 4043
- Library of Congress Control Number: n83145038
- Nationale Bibliotheek van Letland: 000106164
- MusicBrainz: 606a2d8e-2ac3-494d-bf6c-f903a37fc7ca
- Nationale bibliotheek van Australië: 35423006
- Nationale Bibliotheek van Israël: 987012238874405171
- Nationale en Universitaire bibliotheek Zagreb: 000666233
- Nederlandse Thesaurus van Auteursnamen: 072822201
- Istituto Centrale per il Catalogo Unico: DDSV018130
- SNAC: w61k1cnf
- Système universitaire de documentation: 084121289
- Trove: 516566
- Virtual International Authority File: 54349539